# Statistiche e record di Ken Rosewall

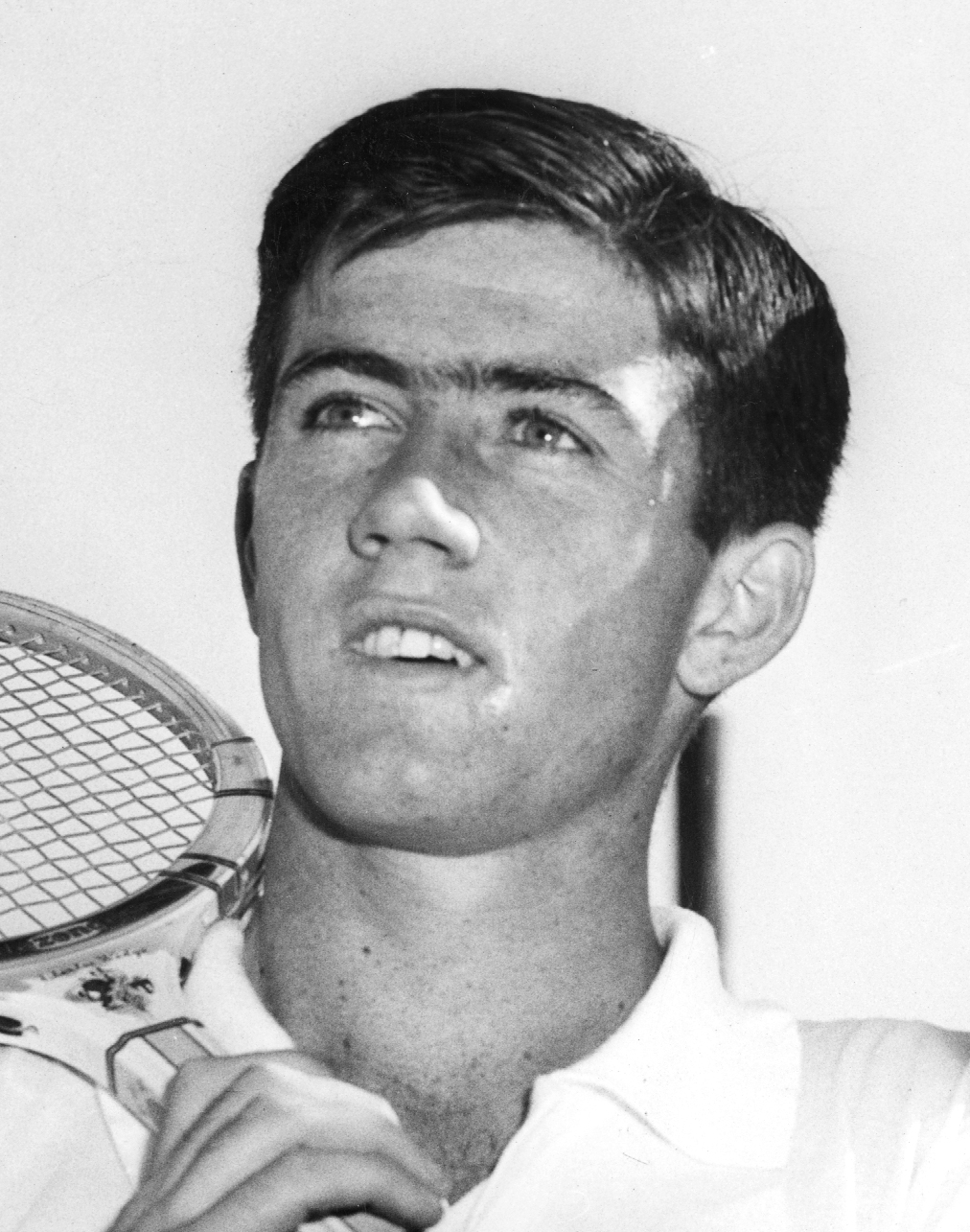
Primo piano di Ken Rosewall

In questa pagina sono riportate le statistiche e i record realizzati da Ken Rosewall durante la sua carriera tennistica.

## Statistiche

### Singolare
| Dilettante (26) | Dilettante (26) | Dilettante (26) | Dilettante (26) | Dilettante (26) | Dilettante (26) | Professionista (63) | Professionista (63) | Professionista (63) | Professionista (63) | Professionista (63) | Professionista (63) | Professionista (63) | Professionista (63) | Professionista (63) | Professionista (63) | Professionista (63) | Era Open (45) | Era Open (45) | Era Open (45) | Era Open (45) | Era Open (45) | Era Open (45) | Era Open (45) | Era Open (45) | Era Open (45) | Era Open (45) | Totale |
| 1951            | 1952            | 1953            | 1954            | 1955            | 1956            | 1957                | 1958                | 1959                | 1960                | 1961                | 1962                | 1963                | 1964                | 1965                | 1966                | 1967                | 1968          | 1969          | 1970          | 1971          | 1972          | 1973          | 1974          | 1975          | 1976          | 1977          | Totale |
| 1               | 0               | 4               | 4               | 5               | 12              | 1                   | 3                   | 3                   | 6                   | 3                   | 10                  | 5                   | 10                  | 6                   | 9                   | 7                   | 5             | 3             | 7             | 8             | 7             | 5             | 0             | 5             | 3             | 2             | 134    |

#### Grande Slam

##### Vinte (8)
| Anno | Torneo                      | Superficie  | Avversario in finale | Punteggio       |
| 1953 | Australian Championships    | Erba        | Mervyn Rose          | 6-0 6-3 6-4     |
| 1953 | Roland Garros               | Terra rossa | Vic Seixas           | 6-3 6-4 1-6 6-2 |
| 1955 | Australian Championships    | Erba        | Lew Hoad             | 9-7 6-4 6-4     |
| 1956 | U.S. National Championships | Erba        | Lew Hoad             | 4-6 6-2 6-3 6-3 |
| 1968 | Roland Garros               | Terra rossa | Rod Laver            | 6-3 6-1 2-6 6-2 |
| 1970 | US Open                     | Erba        | Tony Roche           | 2-6 6-4 7-6 6-3 |
| 1971 | Australian Open             | Erba        | Arthur Ashe          | 6-1 7-5 6-3     |
| 1972 | Australian Open             | Erba        | Malcolm Anderson     | 7-6 6-3 7-5     |

##### Sconfitte (8)
| Anno | Torneo                   | Superficie  | Avversario in finale | Punteggio               |
| 1954 | Wimbledon                | Erba        | Jaroslav Drobný      | 11–13, 6–4, 2–6, 7–9    |
| 1955 | U.S. Championships       | Erba        | Tony Trabert         | 7–9, 3–6, 3–6           |
| 1956 | Australian Championships | Erba        | Lew Hoad             | 4–6, 6–3, 4–6, 5–7      |
| 1956 | Wimbledon                | Erba        | Lew Hoad             | 2–6, 6–4, 5–7, 4–6      |
| 1969 | Open di Francia          | Terra rossa | Rod Laver            | 4–6, 3–6, 4–6           |
| 1970 | Wimbledon                | Erba        | John Newcombe        | 7–5, 3–6, 2–6, 6–3, 1–6 |
| 1974 | Wimbledon                | Erba        | Jimmy Connors        | 1–6, 1–6, 4–6           |
| 1974 | US Open                  | Erba        | Jimmy Connors        | 1–6, 0–6, 1–6           |

#### Pro Slam

##### Vinte (15)
| Anno | Torneo                  | Superficie  | Avversario in finale | Punteggio               |
| 1957 | Wembley Championship    | Indoor      | Pancho Segura        | 1–6, 6–3, 6–4, 3–6, 6–4 |
| 1958 | French Pro Championship | Terra rossa | Lew Hoad             | 3–6, 6–2, 6–4, 6–0      |
| 1960 | French Pro Championship | Terra rossa | Lew Hoad             | 6–2, 2–6, 6–2, 6–1      |
| 1960 | Wembley Championship    | Indoor      | Pancho Segura        | 5–7, 8–6, 6–1, 6–3      |
| 1961 | French Pro Championship | Terra rossa | Pancho Gonzales      | 2–6, 6–4, 6–3, 8–6      |
| 1961 | Wembley Championship    | Indoor      | Lew Hoad             | 6–3, 3–6, 6–2, 6–3      |
| 1962 | French Pro Championship | Terra rossa | Andrés Gimeno        | 3–6, 6–2, 7–5, 6–2      |
| 1962 | Wembley Championship    | Indoor      | Lew Hoad             | 6–4, 5–7, 15–13, 7–5    |
| 1963 | U.S. Pro Championship   | Erba        | Rod Laver            | 6–4, 6–2, 6–2           |
| 1963 | French Pro Championship | Parquet (i) | Rod Laver            | 6–8, 6–4, 5–7, 6–3, 6–4 |
| 1963 | Wembley Championship    | Indoor      | Lew Hoad             | 6–4, 6–2, 4–6, 6–3      |
| 1964 | French Pro Championship | Parquet (i) | Rod Laver            | 6–3, 7–5, 3–6, 6–3      |
| 1965 | U.S. Pro Championship   | Erba        | Rod Laver            | 6–4, 6–3, 6–3           |
| 1965 | French Pro Championship | Parquet (i) | Rod Laver            | 6–3, 6–2, 6–4           |
| 1966 | French Pro Championship | Parquet (i) | Rod Laver            | 6–3, 6–2, 14–12         |

##### Perse (6)
| Anno | Torneo                  | Superficie | Avversario in finale | Punteggio                |
| 1958 | Tournament of Champions | Erba       | Pancho Gonzales      | 17–19, 7–5, 4–6          |
| 1964 | Wembley Championship    | Indoor     | Rod Laver            | 5–7, 6–4, 7–5, 6–8, 6–8  |
| 1966 | Wembley Championship    | Indoor     | Rod Laver            | 2–6, 2–6, 3–6            |
| 1966 | U.S. Pro Championship   | Erba       | Rod Laver            | 4–6, 6–4, 2–6, 10–8, 3–6 |
| 1967 | Wembley Championship    | Indoor     | Rod Laver            | 6–2, 1–6, 6–1, 6–8, 2–6  |
| 1967 | Wimbledon Pro           | Erba       | Rod Laver            | 2–6, 2–6, 10–12          |

### Tutti i titoli

#### Titoli da dilettante (1951-1956)
| Numero | Anno              | Torneo                                                 | Superficie  | Avversario in finale | Punteggio               |
| ------ | ----------------- | ------------------------------------------------------ | ----------- | -------------------- | ----------------------- |
| 1.     | 6 gennaio 1951    | Sydney Manly Seaside Championships, Sydney             | Erba        | James Gilchrist      | 6-1 6-4                 |
| 2.     | 17 gennaio 1953   | Australian Championships, Melbourne                    | Erba        | Mervyn Rose          | 6–0, 6–3, 6–4           |
| 3.     | 7 aprile 1953     | Western Australian Championships, Perth                | Erba        | Don Candy            | 6-3 6-4 6-2             |
| 4.     | 7 aprile 1953     | Internazionali di Francia, Parigi                      | Terra rossa | Vic Seixas           | 6–3, 6–4, 1–6, 6–2      |
| 5.     | 21 settembre 1953 | Pacific Southwest Championships, Los Angeles           | Cemento     | Vic Seixas           | 6-4 1-6 3-6 6-1 6-4     |
| 6.     | 19 aprile 1954    | Darling Downs Championships, Toowoomba                 | Erba        | Malcolm Anderson     | 6-4 6-2                 |
| 7.     | 5 giugno 1954     | Northern Championships, Manchester                     | Erba        | Rex Hartwig          | 6-2 6-1                 |
| 8.     | ottobre 1954      | Darling Downs Championships, Toowoomba                 | Erba        | Malcolm Anderson     | 6-4 6-2                 |
| 9.     | 4 dicembre 1954   | Victorian Championships, Melbourne                     | Erba        | Vic Seixas           | 6-1 4-6 6-1 7-5         |
| 10.    | 8 gennaio 1955    | Sydney Manly Seaside Championships, Sydney             | Erba        | Malcolm Anderson     | 6-1 6-4                 |
| 11.    | 31 gennaio 1955   | Australian Championships, Adelaide                     | Erba        | Lew Hoad             | 9–7, 6–4, 6–4           |
| 12.    | 16 aprile 1955    | Australian Hard Court Championships, Launceston        | Terra rossa | Neale Fraser         | 6-3 5-7 6-4 2-6 6-1     |
| 13.    | 18 giugno 1955    | Queen's Club Championships, Londra                     | Erba        | Lew Hoad             | 6-2 6-3                 |
| 14.    | 5 novembre 1955   | Queensland Championships, Brisbane                     | Erba        | Ashley Cooper        | 6-8 6-4 6-4 6-4         |
| 15.    | 2 gennaio 1956    | Cumberland Championships, Sydney                       | Erba        | Peter Frankland      | 6-2 6-4                 |
| 16.    | 18 marzo 1956     | New South Wales Hard Court Championships, Wagga Wagga  | Terra rossa | Neale Fraser         | 6-2 6-4                 |
| 17.    | 2 aprile 1956     | Darling Downs Championships, Toowoomba                 | Erba        | Percy Gaydon         | 6-1 6-4                 |
| 18.    | luglio 1956       | Oskarshamn International, Oskarshamn                   |             | Neale Fraser         |                         |
| 19.    | 15 luglio 1956    | Swedish International Hard Court Championships, Båstad | Terra rossa | Kurt Nielsen         | 7-5 6-3 6-1             |
| 20.    | 22 luglio 1956    | Torneo di Travemünde, Travemünde                       | Terra rossa | Ladislav Legenstein  | 8-6 3-6 6-0             |
| 21.    | 29 luglio 1956    | Colonel Kuntz Cup, Deauville                           | Terra rossa | Marcel Bernard       | 6-1 6-3 11-9            |
| 22.    | 19 agosto 1956    | Newport Casino Trophy, Newport                         | Erba        | Ham Richardson       | 6-0 8-6 6-2             |
| 23.    | 9 ottobre 1956    | U.S. National Championships, Forest Hills              | Erba        | Lew Hoad             | 4–6, 6–2, 6–3, 6–3      |
| 24.    | 17 novembre 1956  | New South Wales Championships, Sydney                  | Erba        | Neale Fraser         | 6-4, 7-5, 6-4           |
| 25.    | 1º dicembre 1956  | South Australian Championships, Adelaide               | Erba        | Lew Hoad             | 6-1, 7-5, 6-1           |
| 26.    | 15 dicembre 1956  | Victorian Championships, Adelaide                      | Erba        | Lew Hoad             | 5–7, 7–5, 6–2, 4–6, 6–4 |

#### Titoli da professionista 1957-1967
| Numero | Anno              | Torneo                                                | Superficie     | Avversario in finale | Punteggio                 |
| ------ | ----------------- | ----------------------------------------------------- | -------------- | -------------------- | ------------------------- |
| 1.     | 28 settembre 1957 | London Pro Indoor Championships, Londra               | Parquet indoor | Pancho Segura        | 1-6, 6-3, 6-4, 3-6, 6-4   |
| 2.     | 16 agosto 1958    | Slazenger Pro Championships, Scarborough              | Erba           | Tony Trabert         | 6-0 6-2 6-8 2-6 7-5       |
| 3.     | 1º novembre 1958  | French Pro Championship, Parigi                       | Terra rossa    | Lew Hoad             | 3–6, 6–2, 6–4, 6–0        |
| 3.     | 1º novembre 1958  | Madrid Pro Championships, Madrid                      |                | Tony Trabert         | 6–3, 2–6, 10–8            |
| 4.     | 24 gennaio 1959   | Queensland Pro Championships, Brisbane                | Erba           | Tony Trabert         | 6–2, 4–6, 3–6, 7–5, 6–1   |
| 5.     | 25 agosto 1959    | Palermo Pro Championships, Palermo                    | Terra rossa    | Frank Sedgman        | 6–3, 6–1                  |
| 6.     | 19 dicembre 1959  | Queensland Pro Championships, Brisbane                | Erba           | Pancho Gonzales      | 1–6, 7–5, 8–6, 8–6        |
| 7.     | 10 maggio 1960    | Australian Pro Indoor Championships, Melbourne        |                | Lew Hoad             | 6–3, 9–11, 8–10, 7–5, 6–3 |
| 8.     | 19 giugno 1960    | San Francisco Pro Championships, San Francisco        | Cemento        | Lew Hoad             | 7–5, 7–5                  |
| 9.     | 27 giugno 1960    | Masters Pro Championships, Los Angeles                | Cemento        | Lew Hoad             | 10–12, 6–3, 6–4           |
| 10.    | 18 settembre 1960 | French Pro Championship, Parigi                       | Terra rossa    | Lew Hoad             | 6–2, 2–6, 6–2, 6–1        |
| 11.    | 24 settembre 1960 | London Pro Indoor Championships, Londra               | Parquet indoor | Pancho Segura        | 5-7, 8-6, 6-1, 6-3        |
| 12.    | 28 novembre 1960  | Kramer $5000 Tournament, Manila                       | Terra rossa    | Andrés Gimeno        | 6–3, 6–4                  |
| 13.    | 17 settembre 1961 | French Pro Championship, Parigi                       | Terra rossa    | Pancho Gonzales      | 2–6, 6–4, 6–3, 8–6        |
| 14.    | 23 settembre 1961 | London Pro Indoor Championships, Londra               | Parquet indoor | Lew Hoad             | 6-3, 3-6, 6-2, 6-3        |
| 15.    | 3 dicembre 1961   | New South Wales Pro Championships, Sydney             | Erba           | Earl Buchholz        | 6-4 6-3 6-1               |
| 16.    | 13 gennaio 1962   | South Australian Pro Championships, Adelaide          | Erba           | Andrés Gimeno        | 7-9 6-3 12-10 6-4         |
| 17.    | 20 gennaio 1962   | Victorian Pro Championships, Melbourne                | Erba           | Lew Hoad             | 6–3, 6–8, 6–0, 6–4        |
| 18.    | febbraio 1962     | The Australian TV Series Pro Championships, Melbourne | Erba           |                      | Round Robin               |
| 19.    | marzo 1962        | Wellington Pro Championships, Wellington              | Erba           | Andrés Gimeno        | 4–6, 6–2, 6–1             |
| 20.    | aprile 1962       | Auckland Pro Championships, Auckland                  | Erba           | Andrés Gimeno        | 6–3, 6–2                  |
| 21.    | 2 settembre 1962  | Geneva Gold Trophy, Ginevra                           | Terra rossa    | Lew Hoad             | 6–3, 7–5                  |
| 22.    | 16 settembre 1962 | French Pro Championship, Parigi                       | Terra rossa    | Andrés Gimeno        | 3–6, 6–2, 7–5, 6–2        |
| 23.    | 22 settembre 1962 | London Pro Indoor Championships, Londra               | Parquet indoor | Lew Hoad             | 6-4, 5-7, 15-13, 7-5      |
| 24.    | 29 settembre 1962 | Milan Pro Championships, Milano                       |                | Andrés Gimeno        | 6–3, 6–2, 6–2             |
| 25.    | 12 ottobre 1962   | Swedish Pro Championships, Stoccolma                  |                | Andrés Gimeno        | 3–6, 6–2, 7–5             |
| 26.    | 16 giugno 1963    | Adler Pro Championships, Los Angeles                  | Cemento        | Rod Laver            | 14–12, 6–4, 6–3           |
| 27.    | 29 giugno 1963    | U.S. Pro Tennis Championships, Forest Hills           | Erba           | Rod Laver            | 6-4, 6-2, 6-2             |
| 28.    | 15 settembre 1963 | French Pro Championship, Parigi                       | Parquet indoor | Rod Laver            | 6–8, 6–4, 5–7, 6–3, 6–4   |
| 29.    | 21 settembre 1963 | London Pro Indoor Championships, Londra               | Parquet indoor | Lew Hoad             | 6-4, 6-2, 4-6, 6-3        |
| 30.    | 30 settembre 1963 | Rome Pro Championships, Roma                          | Terra rossa    | Rod Laver            | 6–4, 6–3                  |
| 31.    | 11 gennaio 1964   | Melbourne Pro Championships, Melbourne                | Erba           | Rod Laver            | 6–4, 6–4                  |
| 32.    | 8 giugno 1964     | Masters Pro Championships, Los Angeles                | Cemento        | Frank Sedgman        | 6–2, 6–4                  |
| 33.    | 14 giugno 1964    | US Pro Hard Court Championships, Saint Louis          | Cemento        | Pancho Gonzales      | 6–4, 6–3                  |
| 34.    | 28 giugno 1964    | Schlitz Pro Championships, Milwaukee                  |                | Pancho Gonzales      | 6–4, 3–6, 6–2             |
| 35.    | 6 agosto 1964     | San Remo Pro Championships, Sanremo                   | Terra rossa    | Earl Buchholz        | 6–1, 6–2                  |
| 36.    | 11 agosto 1964    | Venice Pro Championships, Venezia                     | Terra rossa    | Andrés Gimeno        | 3–6, 6–2, 6–4             |
| 37.    | 16 agosto 1964    | Cannes Pro Championships, Cannes                      | Terra rossa    | Pancho Gonzales      | 6–3, 3–6, 14–12, 6–4      |
| 38.    | 13 settembre 1964 | French Pro Championship, Parigi                       | Parquet indoor | Rod Laver            | 6–3, 7–5, 3–6, 6–3        |
| 39.    | 28 settembre 1964 | Hanover Pro Championships, Hannover                   | Terra rossa    | Earl Buchholz        | 3–6, 6–3, 6–3             |
| 40.    | ottobre 1964      | Western Province Pro Championships, Città del Capo    | Cemento        | Earl Buchholz        | 2–6, 6–3, 6–4             |
| 41.    | 16 gennaio 1965   | Queensland Pro Championships, Brisbane                | Erba           | Rod Laver            | 6–8, 6–2, 6–4             |
| 42.    | 27 giugno 1965    | Greater Washington Pro Championships, Reston          | Terra rossa    | Rod Laver            | 8–6, 6–1                  |
| 43.    | 4 luglio 1965     | US Pro Hard Court Championships, Saint Louis          | Cemento        | Andrés Gimeno        | 3–6, 6–2, 6–2             |
| 44.    | 19 luglio 1965    | U.S. Pro Tennis Championships, Boston                 | Erba           | Rod Laver            | 6-4, 6-3, 6-3             |
| 45.    | 13 settembre 1965 | French Pro Championship, Parigi                       | Parquet indoor | Rod Laver            | 6–3, 6–2, 6–4             |
| 46.    | 27 settembre 1965 | Scandinavian Pro Championships, Helsinki              |                | Andrés Gimeno        | 6–3, 6–1                  |
| 47.    | 15 gennaio 1966   | South Australian Pro Championships, Adelaide          | Erba           | Pierre Barthes       | 9–7, 3–6, 6–2             |
| 48.    | 26 gennaio 1966   | New South Wales Pro Championships, Sydney             | Erba           | Andrés Gimeno        | 6-4 6-2                   |
| 49.    | 26 marzo 1966     | Madison Square Garden Pro Championships, New York     | Parquet indoor | Rod Laver            | 6–3, 6–3                  |
| 50.    | 23 maggio 1966    | Casablanca Pro Championships, Casablanca              | Terra rossa    | Andrés Gimeno        | 6–3, 6–2                  |
| 51.    | 27 giugno 1966    | Peacock Gap Pro Championships, San Rafael             | Cemento        | Rod Laver            | Round Robin               |
| 52.    | 10 luglio 1966    | Newport Pro Championships, Newport                    | Erba           | Malcolm Anderson     | Round Robin               |
| 53.    | 2 ottobre 1966    | French Pro Championship, Parigi                       | Parquet indoor | Rod Laver            | 6–3, 6–2, 14–12           |
| 54.    | 12 ottobre 1966   | Benoni Pro Championships, Benoni                      | Cemento        | Andrés Gimeno        | 7–5 (pro set)             |
| 55.    | 20 ottobre 1966   | Johannesburg Pro Championships, Johannesburg          | Cemento        | Rod Laver            | 31–26                     |
| 56.    | 5 aprile 1967     | BBC2 Pro Championships, Wembley                       | Parquet indoor | Dennis Ralston       | 6–4, 6–2                  |
| 57.    | 28 maggio 1967    | Masters Pro Championships, Los Angeles                | Cemento        | Rod Laver            | 6–2, 2–6, 7–5             |
| 58.    | 4 giugno 1967     | Pacific Coast Pro Championships, Berkeley             | Cemento        | Rod Laver            | 4–6, 6–3, 8–6             |
| 59.    | 18 giugno 1967    | US Pro Hard Court Championships, St. Louis            | Cemento        | Andrés Gimeno        | 6–3, 6–4                  |
| 60.    | 25 giugno 1967    | Newport Beach Pro Championships, Newport              | Cemento        | Rod Laver            | 6–3, 6–3                  |
| 61.    | 10 settembre 1967 | Natal Pro Championships, Durban                       | Cemento        | Fred Stolle          | 6–4, 6–2                  |
| 62.    | 16 settembre 1967 | Western Province Pro Championships, Città del Capo    | Cemento        | Fred Stolle          | 6–1, 3–6, 6–3             |

#### Titoli dall'inizio dell'Era Open
| Numero | Anno              | Torneo                                          | Superficie       | Avversario in finale | Punteggio                | Circuito   |
| ------ | ----------------- | ----------------------------------------------- | ---------------- | -------------------- | ------------------------ | ---------- |
| 1.     | 19 aprile 1968    | NTL Paris Pro, Parigi                           | Parquet          | Andrés Gimeno        | 6–3, 6–4                 | NTL        |
| 2.     | 27 aprile 1968    | British Hard Court Championships, Bournemouth   | Terra rossa      | Rod Laver            | 3-6 6-2 6-0 6-3          | Open       |
| 3.     | 27 aprile 1968    | Open di Francia, Parigi                         | Terra rossa      | Rod Laver            | 6–3, 6–1, 2–6, 6–2       | Open       |
| 4.     | 18 agosto 1968    | Colonial Pro Championships, Fort Worth          | Cemento          | Andrés Gimeno        | 6-4 6-3                  | Pro        |
| 5.     | 21 novembre 1968  | Wembley Championship, Wembley                   | Parquet          | John Newcombe        | 6-4 4-6 7-5 6-4          | Pro        |
| 6.     | 9 giugno 1969     | Bristol Open, Bristol                           | Erba             | Pierre Barthes       | 7-9 6-3 6-1              | Open       |
| 7.     | 11 settembre 1969 | Chicago Pro Championships, Chicago              | Cemento          | Earl Buchholz        | 6-3 6-4                  | Pro        |
| 8.     | 9 ottobre 1969    | Midland Pro Championships, Midland              |                  | Pancho Gonzales      | 5-7 6-1 7-5              | Pro        |
| 9.     | 15 febbraio 1970  | Miami Open, Miami                               | Cemento          | Andrés Gimeno        | 3–6, 6–2, 3–6, 7–6, 6–3  | WCT        |
| 10.    | 22 febbraio 1970  | South Texas Pro Championships, Corpus Christi   | Cemento          | John Newcombe        | 6-2 6-0                  | WCT        |
| 11.    | 20 giugno 1970    | Eastbourne International, Eastbourne            | Erba             | Bob Hewitt           | 6-2 6-1                  | Open       |
| 12.    | 11 luglio 1970    | Welsh Open, Newport                             | Erba             | John Newcombe        | 6-3 6-4                  | Open       |
| 13.    | 26 luglio 1970    | Cincinnati Open, Cincinnati                     | Terra rossa      | Cliff Richey         | 7-9 9-7 8-6              | Grand Prix |
| 14.    | 13 settembre 1970 | US Open, New York                               | Erba             | Tony Roche           | 6-2 6-0                  | Grand Prix |
| 15.    | 14 marzo 1971     | Australian Open, Sydney                         | Erba             | Arthur Ashe          | 6–1, 7–5, 6–3            | WCT        |
| 16.    | 17 aprile 1971    | South African Open, Johannesburg                | Cemento          | Fred Stolle          | 6-4 6-0 6-4              | Open       |
| 17.    | 25 aprile 1971    | Denver Round Robin Championships, Denver        | Cemento          | Cliff Drysdale       | Round Robin              | Pro        |
| 18.    | 10 luglio 1971    | Welsh Open, Newport                             | Erba             | Roger Taylor         | 6-1 9-8                  | Grand Prix |
| 19.    | 18 luglio 1971    | Washington Star International, Washington       | Terra rossa      | Marty Riessen        | 6-2 7-5 6-1              | WCT        |
| 20.    | 8 agosto 1971     | U.S. Pro Tennis Championships, Boston           | Sintetico        | Cliff Drysdale       | 6-4 6-3 6-0              | WCT        |
| 21.    | 10 ottobre 1971   | Vancouver WCT, Vancouver                        | Sintetico indoor | Tom Okker            | 6-2 6-2 6-4              | WCT        |
| 22.    | 18 novembre 1971  | WCT Finals, Dallas                              | Sintetico indoor | Rod Laver            | 6–4, 1–6, 7–6, 7–6       | WCT        |
| 23.    | 3 gennaio 1972    | Australian Open, Melbourne                      | Erba             | Malcolm Anderson     | 6-4 6-0 6-4              | Open       |
| 24.    | 5 marzo 1972      | Miami Open, Hollywood                           | Cemento          | Cliff Drysdale       | 3–6, 6–2, 6–4            | WCT        |
| 25.    | 26 marzo 1972     | CBS Classic, Hilton Head                        | Terra rossa      | John Newcombe        | 7-5 6-3                  | WCT        |
| 26.    | 23 aprile 1972    | Carolinas International Tennis, Charlotte       | Terra rossa      | Cliff Richey         | 2–6, 6–2, 6–2            | WCT        |
| 27.    | 10 maggio 1972    | WCT Finals, Dallas                              | Sintetico indoor | Rod Laver            | 4–6, 6–0, 6–3, 6–7, 7–65 | WCT        |
| 28.    | 7 ottobre 1972    | Tokyo Classic, Tokyo                            | Terra rossa      | Fred Stolle          | 7-5 7-5 6-3              | WCT        |
| 29.    | 3 dicembre 1972   | Brisbane International, Brisbane                | Erba             | Geoff Masters        | 6-2, 5-7, 6-4, 3-6, 7-5  | Grand Prix |
| 30.    | 8 aprile 1973     | Houston Open, Houston                           | Terra rossa      | Fred Stolle          | 6-4 6-1 7-5              | WCT        |
| 31.    | 15 aprile 1973    | ATP Cleveland, Cleveland                        | Sintetico indoor | Roger Taylor         | 6-3 6-4                  | WCT        |
| 32.    | 16 aprile 1973    | Carolinas International Tennis, Charlotte       | Terra rossa      | Arthur Ashe          | 6-3 7-6                  | WCT        |
| 33.    | 7 ottobre 1973    | ATP Osaka, Osaka                                | Cemento          | Toshiro Sakai        | 6-2 6-4                  | Grand Prix |
| 34.    | 14 ottobre 1973   | Japan Open Tennis Championships, Tokyo          | Terra rossa      | John Newcombe        | 6-1 6-4                  | Grand Prix |
| 35.    | 26 marzo 1975     | Tennis South Invitational, Jackson              | Sintetico indoor | Earl Butch Buchholz  | 7-5, 4-6, 7-6            | Grand Prix |
| 36.    | 21 aprile 1975    | Houston Open, Houston                           | Terra rossa      | Cliff Drysdale       | 6-3 3-6 6-1              | WCT        |
| 37.    | 3 gennaio 1975    | Louisville Tennis Club Invitational, Louisville | Terra rossa      | Stan Smith           | 7–6, 7–6                 | Open       |
| 38.    | 7 luglio 1975     | Swiss Open Gstaad, Gstaad                       | Terra rossa      | Karl Meiler          | 6-4 6-4 6-3              | Grand Prix |
| 39.    | 30 novembre 1975  | Gunze Open, Tokyo                               | Sintetico        | John Newcombe        | 7-5 4-6 6-1              | Pro        |
| 40.    | 24 gennaio 1976   | Pacific Land Players, Brisbane                  | Erba             | John Newcombe        | 7-6 6-2                  | Pro        |
| 41.    | 17 marzo 1976     | Tennis South Invitational, Jackson              | Sintetico indoor | Raúl Ramírez         | 6-3 6-3                  | WCT        |
| 42.    | 13 novembre 1976  | Hong Kong Open, Hong Kong                       | Cemento          | Ilie Năstase         | 1-6, 6-4, 7-6, 6-0       | Grand Prix |
| 43.    | 13 novembre 1977  | Hong Kong Open, Hong Kong                       | Cemento          | Tom Gorman           | 6-3, 5-7, 6-4, 6-4       | Grand Prix |
| 44.    | 26 novembre 1977  | Gunze Open, Tokyo                               | Sintetico        | Ilie Năstase         | 4-6 7-6 6-4              | Pro        |

### Finali perse

#### Finali perse da dilettante (1951-1956)
| Anno              | Torneo                                               | Superficie | Avversario in finale | Punteggio            |
| ----------------- | ---------------------------------------------------- | ---------- | -------------------- | -------------------- |
| 12 agosto 1951    | Brisbane Exhibtion Tennis Tournament, Brisbane       |            | Lew Hoad             | 6-4 6-4 2-6 9-7      |
| 2 settembre 1951  | Sydney Metropolitan Hard Court Championships, Sydney |            | George Worthington   | 6-4 6-2              |
| 3 maggio 1952     | Australian Hard Court Championships, Melbourne       |            | Lew Hoad             | 2-6 6-1 1-6 6-2 11-9 |
| 19 aprile 1953    | Eastern Suburbs Hard Court Championships, Sydney     |            | Mervyn Rose          | 3-6 7-5 6-2          |
| 22 giugno 1953    | Queen's Club Championships, Londra                   | Erba       | Lew Hoad             | 8-6 10-8             |
| 22 novembre 1953  | New South Wales Championships, Sydney                | Erba       | Lew Hoad             | 8-6, 4-6, 9-7, 10-8  |
| 8 dicembre 1953   | Victorian Championships, Melbourne                   | Erba       | Lew Hoad             | 9-7 8-6 3-6 6-3      |
| 8 agosto 1954     | Eastern Grass Court Championships, South Orange      | Erba       | Lew Hoad             | 6-3 6-4 6-3          |
| 7 marzo 1955      | New South Wales Hard Court Championships, Armidale   |            | Lew Hoad             | 6-3 6-3              |
| 19 novembre 1955  | New South Wales Championships, Sydney                | Erba       | Lew Hoad             | 6-2, 6-3, 2-6, 6-1   |
| 9 gennaio 1956    | Sydney Manly Seaside Championships, Sydney           |            | Lew Hoad             | 6-2 6-1              |
| 23 giugno 1956    | Queen's Club Championships, Londra                   | Erba       | Neale Fraser         | 7-5 3-6 9-7          |
| 23 settembre 1956 | Pacific Southwest Championships, Los Angeles         | Cemento    | Herbert Flam         | 4-6 6-1 5-7 6-3 7-5  |

#### Tour professionistici
| No. | Data                                                | Tour                                                                            | Classifica |
| --- | --------------------------------------------------- | ------------------------------------------------------------------------------- | --- |
| 1   | 1957 novembre – dicembre                            | Australian Pro Tour Risultati incompleti. Ogni giocatore ha disputato 20 match. | 1) Ken Rosewall 2) Lew Hoad o Frank Sedgman o Pancho Segura |
| 2   | 1958 settembre                                      | Perrier Trophy Pro Tour Risultati incompleti.                                   | 1) Ken Rosewall 2) Lew Hoad o Tony Trabert o Pancho Segur |
| 3   | 1959 novembre                                       | South African Pro Tour                                                          | 1) Ken Rosewall 12–2 2) Pancho Segura 9–5 3) Ashley Cooper 7–7 4) Malcolm Anderson 4–10 5) Mervyn Rose 3–11 |
| 4   | 1962 marzo                                          | New Zealand Pro Tour                                                            | 1) Ken Rosewall 4–1 2) Andrés Gimeno 3–2 3) Frank Sedgman 2–3 4) Luis Ayala 1–4 |
| 5   | 1963 gennaio                                        | Australasian Pro Tour                                                           | 1) Ken Rosewall 11–2 2) Rod Laver 2–11 |
| 6   | 1963 8 febbraio – maggio                            | World Championship Series                                                       | Round Robin: 1) Ken Rosewall 31–10 2) Rod Laver 26–16 3) Butch Buchholz 23–18 4) Andrés Gimeno 21–20 5) Barry MacKay 12–29 6) Luis Ayala 11–30 Finali: 1) Ken Rosewall 14–4 2) Rod Laver 4–14 3) Andrés Gimeno 11–7 4) Butch Buchholz 7–11 |
| 7   | 1964 28 luglio – 11 agosto 29 settembre – 8 ottobre | Italian Pro Tour                                                                | 1) Ken Rosewall 2) Andrés Gimeno o Pancho Gonzales o Butch Buchholz |

## Risultati in progressione
| Sigla | Risultato               |
| ----- | ----------------------- |
| V     | Vincitore               |
| F     | Finalista               |
| SF    | Semifinalista           |
| O     | Oro olimpico            |
| A     | Argento olimpico        |
| SF    | Bronzo olimpico         |
| QF    | Quarti di Finale        |
| 4T    | Quarto turno            |
| 3T    | Terzo turno             |
| 2T    | Secondo turno           |
| 1T    | Primo turno             |
| RR    | Round Robin             |
| LQ    | Turno di qualificazione |
| A     | Assente                 |
| ND    | Non disputato           |

| Legenda superfici    |
| -------------------- |
| Cemento              |
| Terra battuta        |
| Erba                 |
| Superficie variabile |

Ken Rosewall è diventato un tennista professionista nel 1957 e non ha potuto partecipare a 45 tornei del Grande Slam fino all'inizio dell'era Open nel 1968. Sommando i tornei del Grande Slam e del Pro Slam Rosewall ha vinto 23 titoi. Ha un record di 246-46 con una percentuale di vittorie del 84.24% in 28 anni di carriera.
| Tornei del Grande Slam | Dilettante | Dilettante | Dilettante | Dilettante | Dilettante | Dilettante | Professionista | Era Open | Era Open | Era Open | Era Open | Era Open | Era Open | Era Open | Era Open | Era Open | Era Open | Era Open | Era Open | Titoli / Giocati | Vittorie-sconfitte | %Vittorie |
| Tornei del Grande Slam | 1951       | 1952       | 1953       | 1954       | 1955       | 1956       | 1957–1967      | 1968     | 1969     | 1970     | 1971     | 1972     | 1973     | 1974     | 1975     | 1976     | 1977     | 1977     | 1978     | Titoli / Giocati | Vittorie-sconfitte | %Vittorie |
| ---------------------- | ---------- | ---------- | ---------- | ---------- | ---------- | ---------- | -------------- | -------- | -------- | -------- | -------- | -------- | -------- | -------- | -------- | -------- | -------- | -------- | -------- | ---------------- | ------------------ | --------- |
| Australian             | 1T         | QF         | V          | SF         | V          | F          | bandito        | bandito  | 3T       | A        | V        | V        | 2T       | A        | A        | SF       | SF       | QF       | 3T       | 4 / 14           | 47–10              | 82.46     |
| French                 | A          | 2T         | V          | 4T         | A          | A          | bandito        | V        | F        | A        | A        | A        | A        | A        | A        | A        | A        | A        | A        | 2 / 5            | 24–3               | 88.89     |
| Wimbledon              | A          | 2T         | QF         | F          | SF         | F          | bandito        | 4T       | 3T       | F        | SF       | A        | A        | F        | 4T       | A        | A        | A        | A        | 0 / 11           | 47–11              | 81.03     |
| U.S.                   | A          | QF         | SF         | SF         | F          | V          | bandito        | SF       | QF       | V        | A        | 2T       | SF       | F        | A        | A        | 3T       | 3T       | A        | 2 / 12           | 57–10              | 85.07     |
| Totale:                | Totale:    | Totale:    | Totale:    | Totale:    | Totale:    | Totale:    | Totale:        | Totale:  | Totale:  | Totale:  | Totale:  | Totale:  | Totale:  | Totale:  | Totale:  | Totale:  | Totale:  | Totale:  | Totale:  | 8 / 42           | 175–34             | 83.73     |

| Pro Slam                | Professionista | Professionista | Professionista | Professionista | Professionista | Professionista | Professionista | Professionista | Professionista | Professionista | Professionista | Titoli / Giocati | Vittorie-sconfitte | %Vittorie |
| Pro Slam                | 1957           | 1958           | 1959           | 1960           | 1961           | 1962           | 1963           | 1964           | 1965           | 1966           | 1967           | Titoli / Giocati | Vittorie-sconfitte | %Vittorie |
| ----------------------- | -------------- | -------------- | -------------- | -------------- | -------------- | -------------- | -------------- | -------------- | -------------- | -------------- | -------------- | ---------------- | ------------------ | --------- |
| U.S. Pro                | SF             | A              | A              | A              | A              | A              | V              | SF             | V              | F              | SF             | 2 / 6            | 12–4               | 75.00     |
| French Pro              | ND             | V              | SF             | V              | V              | V              | V              | V              | V              | V              | SF             | 8 / 10           | 30–2               | 93.75     |
| Vembley Pro             | V              | SF             | SF             | V              | V              | V              | V              | F              | SF             | F              | F              | 5 / 11           | 29–6               | 82.86     |
| Totale:                 | Totale:        | Totale:        | Totale:        | Totale:        | Totale:        | Totale:        | Totale:        | Totale:        | Totale:        | Totale:        | Totale:        | 15 / 27          | 71–12              | 85.54     |
| Altri eventi            |                |                |                |                |                |                |                |                |                |                |                |                  |                    |           |
| Tournament of Champions | SF             | F              | SF             | ND             | ND             | ND             | ND             | ND             | ND             | ND             | ND             | 0 / 3            |                    |           |
| Wimbledon Pro           | ND             | ND             | ND             | ND             | ND             | ND             | ND             | ND             | ND             | ND             | F              | 0 / 1            | 2–1                | 66.67     |